# 古牧地镇
古牧地镇，是中华人民共和国新疆维吾尔自治区乌鲁木齐市米东区下辖的一个乡镇级行政单位。

## 行政区划
古牧地镇下辖以下地区：
上沙河村、大破城村、小破城村、锅底坑村、下沙河村、西二渠村、太平渠村、西工村、园艺村、皇渠沿村、团结村、东工村、振兴村、下大草滩村和菜园子村。